# Christina Zühlke
Christina Zühlke (* 1979) ist eine deutsche Journalistin und Buchautorin. Sie berichtet als freie Autorin vor allem für den WDR und die ARD, u. a. für die Redaktionen Monitor, Tagesschau und die Aktuelle Stunde. Sie arbeitet trimedial, zum Beispiel auch für wdr.de und das Morgenecho von WDR5.

## Leben und Karriere
Christina Zühlke wuchs im Rheinland auf und studierte Journalistik und Amerikanistik in Dortmund und Bochum. Nach ihrem Volontariat beim Westdeutschen Rundfunk arbeitete sie zunächst für den Deutschlandfunk, die Tagesschau-Redaktion des WDR und das Kulturmagazin West ART. Seit 2010 ist sie Autorin für lange Dokumentationen, seit 2018 auch für das ARD-Politikmagazin Monitor.
Für ihren Film Und dann waren sie weg – Solingen 25 Jahre nach dem Brandanschlag wurde Christina Zühlke 2019 mit dem Medienpreis des Deutschen Roten Kreuzes ausgezeichnet.
2021 erschien ihr Buch Tatort Polizei – Gewalt, Rassismus und mangelnde Kontrolle (C.H. Beck), das sie gemeinsam mit Jan Keuchel schrieb.
Für den WDR-Newsroom gründete sie 2022 das Recherche-Team „Kirche und Missbrauch“.
Christina Zühlke ist ausgebildet als Systemische Coachin und lebt in Köln.

## Auszeichnungen
- 2010: Journalistinnenbund Nachwuchspreis[6]
- 2019: Medienpreis des Deutschen Roten Kreuzes[7]

## Filmografie
- 2010: Schwule Sau! Der neue Hass auf Homosexuelle! (WDR)
- 2010: Schwul im Sauerland – Ein Dorf an der Grenze der Toleranz (WDR)[8]
- 2012: Gottes Willen – Christliche Fundamentalisten in Deutschland(WDR)[9]
- 2014: Überfall am Arbeitsplatz – Leben mit der Angst danach (WDR)[10]
- 2016: Patientenabzocke – Wohin geht das Geld im Gesundheitssystem (WDR)
- 2016: Gefährliche Herzmedikamente – Wie Risiken verschwiegen werden (WDR mit Jan Keuchel)[11]
- 2018: „Und dann waren sie weg“ – Solingen 25 Jahre nach dem Brandanschlag (WDR)[1]
- 2019: Was ist los bei der Polizei? (ARD)[12]
- 2020: Kirche und Missbrauch – kann man noch katholisch sein? (WDR)[13]
- 2020: Missbraucht! Wann nennt die Kirche endlich Namen? (ARD/WDR)
- 2021: Der Kardinal und die Missbrauchs-Akten – Erfahren die Betroffenen endlich Namen? (WDR)[14]